# Пиратска партија
Пиратска партија (швед. Piratpartiet) је политичка партија основна у Шведској у 2006. години. Сада је она трећа партија по величини у Шведској по броју чланова. Њена популарност је утицала на повећање популарности других партија у другим земљама са истим или сличним циљевима. Формирана је Међународна пиратска партија.
Партија тежи реформи законодавства према ауторском праву и патентима. Агенда подразумева подршку права на приватност, како на интернету тако и у свакодневном животу, и транспарентност државе и администрације. 
Партија је намерно одабрала да буде у независном блоку у односу на традиционалне блокове да би се следила политичка агенда главних партија.
Партија је учествовала на изборима за парламент Шведске у 2006. години и освојила 0,63% гласова чиме је постала трећа партија по броју гласова ван парламента. По броју чланова престигла је Партију Зелених у децембру 2008, а партију Левице у фебруару 2009, Либералну и Демохришћанску партију у априлу 2009, а партију Центра у мају 2009, чиме је постала трећа партија по броју чланова у Шведској. Организација Млади Пирати која је подмладак Пиратске партије је највећа организација младих по своме броју.
На изборима за европски парламент 2009. године Пиратска партија добила је 7,13% гласова што је резултовало једним мандатом у Европском парламенту, а два уколико се ратификује Лисабонски договор.

## Декларација принципа
Декларација принципа Пиратске партије декларише позицију у односу на закон Шведске. Тренутна верзија је V 3.2.
- Изнад свега: „Промовисање глобалног права које треба да омогући раст информатичког друштва."
- Ауторско право: „Тврдимо да је данашњи систем ауторског права неуравнотежен." Позиција дељења датотека "file sharing" треба да буде декриминализован.
- Патенти: „Приватизовани монопол су једни од најгорих непријатеља друштва." Отуда њихов став да су патенти застарели и треба да се постепено уклоњају. Што се тиче патената на лекови, Пиратска партија предлаже повећање подршке владе за истражиивање и развој да би надохнадио губитак приватних истражиивањае и развоја, ако нема патентне заштите за иновације.[7]
- Приватност: „Сваки покушај кршења овог права мора да се испита." Отуда њихов став да анти терористички закони морају да се мењају јер угрожавају ово право.